# Genowefa Torres Morales
Genowefa Torres Morales (ur. 3 stycznia 1870 roku w Almenara (Castellón) w Hiszpanii, zm. 5 stycznia 1956 w Saragossie) – hiszpańska zakonnica, założycielka Zgromadzenia Sióstr od Najświętszego Serca Jezusa, święta Kościoła katolickiego.
U Genowefy, jako dziecka, stwierdzono nowotwór następstwem czego była amputacja zaatakowanej przez chorobę  nogi. Od 13 roku życia poruszała się o kulach. Z powodu kalectwa nie została przyjęta do klasztoru. W 1911 roku założyła w Walencji zgromadzenie, Stowarzyszenie Anielskie (popularnie zwane angelikami), którego celem było ulżenie osobom, z różnych powodów mieszkającym samotnie i potrzebującym miłości, pociechy i troski o ciało i duszę. W 1925 roku  zgromadzenie uzyskało uznanie ze strony arcybiskupa Saragossy, który też przyjął śluby od Genowefy i jej towarzyszek. W roku 1953 zgromadzenie zostało zatwierdzone przez Stolicę Apostolską pod nazwą Córki Najświętszego Serca Jezusa i Świętych Aniołów.
Genowefa Torres Morales została beatyfikowana w dniu 29 stycznia 1995 roku, a kanonizowana 4 maja 2003. Obu aktów dokonał papież Jan Paweł II.
W 2003 roku konferencja episkopatu Hiszpanii miała poprosić Stolicę Apostolską o ogłoszenie św. Genowefy patronką osób niepełnosprawnych.
Święta Genowefa przedstawiana jest w stroju zakonnym, podpartą laską.